# Roger Aaron Brown
Roger Aaron Brown (Washington D.C., 12 juni 1949) is een Amerikaans acteur.

## Biografie
Brown begon in 1973 met acteren in de film The Crazies, waarna hij nog meerdere rollen speelde in films en televisieseries. Hij is vooral bekend van zijn rol als deputy chief Joe Noland in de televisieserie The District waar hij in 89 afleveringen speelde.
Brown is in 1987 getrouwd en heeft hieruit een dochter.

## Filmografie

### Films
Uitgezonderd korte films.
- 2015 The Meddler - als beveiliger vliegveld
- 2013 Holy Ghost People – als broeder Cole
- 2012 Seeking a Friend for the End of the World – als Alfred
- 2011 The LXD: the Secrets of the Ra – als verteller
- 2009 The Princess and the Frog – als stem
- 2000 Miracle in Lane 2 – als Vic Sauder
- 1997 DNA – als Loren Azenfeld
- 1995 Galaxis – als rechercheur Carter
- 1995 Tall Tale – als John Henry
- 1995 The Wind in the Willows – als Pan (stem)
- 1994 Cries from the Heart – als Eliot
- 1994 China Moon – als politiekapitein
- 1992 With a Vengeance – als Arnold Bell
- 1991 Shout – als stem
- 1990 Meet the Applegates – als sheriff Heidegger
- 1990 Maniac Cop 2 – als stem
- 1990 RoboCop 2 – als Whittaker
- 1990 Downtown – als Sam Parral
- 1988 Alien Nation – als rechercheur Bill Tuggle
- 1988 Moon Over Parador – als Desmond
- 1988 Action Jackson – als officier Lack
- 1987 Near Dark – als vrachtwagenchauffeur
- 1986 Cobra – als politieagent
- 1985 Streets of Justice – als rechercheur Crowther
- 1984 I Married a Centerfold – als Bob Waters
- 1984 Sins of the Past – als Dennis Warren
- 1982 Don't Cry, It's Only Thunder – als Moses Drapper
- 1981 Thornwell – als rechtbankofficier
- 1979 Star Trek: The Motion Picture – als Epsilon monteur
- 1979 Death Car on the Freeway – als Eddie
- 1977 The 3,000 Mile Chase – als aanklager
- 1976 McNaughton's Daughter – als Zareb Parker
- 1975 Foster and Laurie – als Sims
- 1974 Bad Ronald – als sergeant Carter
- 1973 The Crazies – als soldaat

### Televisieseries
Uitgezonderd eenmalige gastrollen.
- 2010-2011 The LXD: The Legion of Extraordinary Dancers – als de verteller – 20 afl.
- 2009 General Hospital – als senator Fullerton – 2 afl.
- 2007 Life – als rechercheur Carl Ames – 5 afl.
- 2007 Saving Grace – als inspecteur Percy Yukon – 2 afl.
- 2000-2004 The District – als deputy chief Joe Noland – 89 afl.
- 1994 On Our Own – als Gordon Ormsby – 5 afl.
- 1991-1993 I'll Fly Away – als eerwaarde Henry – 10 afl.
- 1983-1985 Days of our Lives – als Danny Grant – 5 afl.

### Computerspellen
- 2023 Assassin's Creed Nexus VR - als Achilles Davenport
- 2018 Assassin's Creed: Rogue - Remastered - als Achilles
- 2015 Dying Light - als dr. Zere
- 2014 Assassin's Creed Rogue - als Achilles Davenport
- 2012 Assassin's Creed III - als Achilles Davenport

- Library of Congress Control Number: no00006927
- MusicBrainz: 8f9a58cb-de7b-43f6-ac15-563df1d95880
- Virtual International Authority File: 2005420
- WorldCat: E39PBJdM7TtqrvRFF7fWmxpMfq